# ヴァイタル・リメインズ
ヴァイタル・リメインズ (Vital Remains)は、アメリカ合衆国・プロビデンス出身のデスメタルバンド。2000年以降は3人組の時期が長く、ライヴ時にはサポートミュージシャンがつくことが多い。

## 略歴
1988年にアメリカ合衆国東部に位置する都市、プロビデンスで結成。最初期のメンバーは、トニー・ラザーロ (Rhythm G)、ジェフ・グルスリン (Vo)、ポール・フリン (Lead G)、トム・スプコウ (B)の4人。ドラマーは流動的で固定メンバーは初期にはいなかった。結成2か月の頃に作成したデモ『Reduced to Ashes』をリリース。同デモではクリス・ドゥポント (Ds)がドラムを叩いていた。このデモテープは2週間で500枚を売り上げるなど好調な滑り出しを見せる。その後、2ndデモ『Excruciating Pain』をリリース。こちらのデモでは、エース・アロンツォ (Ds)がドラムスを担当。この頃は正式メンバーではなく、ゲスト参加の扱いだった模様である。2ndデモリリース後、トム・スプコウが脱退し、ジョー・ルイス (B、Back Vo)に交代。これらのデモによって、フランスのインディペンデントレコードレーベル、スラッシュ・レコードから1991年にシングル『The Black Mass』をリリース。このシングルは2週間で1500枚を売り上げた。1991年中に、イギリスのインディペンデント・レコードレーベル、ピースヴィル・レコードとアルバム3枚分の契約を結ぶ。この契約の直後、エース・アロンツォが正式に加入している。1992年に1stアルバム『Let Us Pray』をピースヴィル・レコード傘下のデフ・レコードからリリースしデビューする。しかし、エース・アロンツォは、レコーディング後に脱退したため、アルバムのクレジットはエースを除く4人の名前のみが記載された。リリース後、ジョー・ロディーノ (Ds)がドラマーとして加入するが、短期間で脱退し、リック・コーベット (Ds)が加入した。1stアルバムリリース後、オートプシーらとツアーも行っている。
1995年に、2ndアルバム『Into Cold Darkness』をピースヴィル・レコードからリリース。しかし、翌年には、ジェフ・グルスリン、ポール・フリン、リック・コーベットの3名が脱退。メンバーがトニー・ラザーロとジョー・ルイスの2名となってしまう。また、この時点でオリジナルメンバーはトニー・ラザーロのみとなった。この脱退を受けてクリス・ロス (Vo)が加入。しかし、クリス・ロスは翌年には脱退してしまい、ジョー・ルイスがバック・ボーカルからリード・ボーカル鞍替えしている（ベースは兼任）。更に1997年にはデイヴ・スズキ (Ds, Lead G, Back Vo)が加入している。3人体制で3rdアルバム『Forever Underground』をリリース。ピースヴィルとはアルバム3枚分の契約が行われていたが、本アルバムからフランスのオスモス・プロダクションのリリースとなった。1999年には、リードボーカリストのソーン (Vo)が加入し、ジョー・ルイスはベース専任となっている。2000年に、4thアルバム『Dawn of the Apocalypse』をリリース。リリース前後に、ジョー・ルイスが脱退し、再び3人体制となる。ジョー・ルイスの担当していたベースはデイヴ・スズキが兼任することとなった。
2003年にソーンが脱退。ディーサイドで活躍するグレン・ベントン (Vo)が加入。オリンピック・レコーディングスに移籍して、同年に5thアルバム『Dechristianize』をリリース。更に、大手レコードレーベルのセンチュリー・メディア・レコードに移籍し、2007年に6thアルバム『Icons of Evil』をリリース。同年にはライヴDVD『Evil - Death - Live』もリリースしている。
2009年にグレン・ベントンとデイヴ・スズキが脱退。スコット・ワイリー (Vo)、ゲーター・コリアー (B)が加入。ドラマーに関しては正式メンバーの補充はなかった模様である。2012年にスコット・ワイリーが脱退。また、同年には空席だったドラマーとしてジャック・ブラックバーン (Ds)が加入している。その後、ブライアン・ウェルナー (Vo)とアーロン・ホンマ (Lead G)が加入した。
2014年6月、ジャック・ブラックバーンの脱退が発表された。脱退発表時に代替メンバーは決定しておらず、同時にヘルプ・ドラマーの募集が行われた。その後、ジェームス・ペインがドラマーに就いたが、2016年には脱退した。
2017年7月には、元メンバーのクリス・ロスが義兄弟の人物に射殺されたことが報道された。ロスは至近距離から4発の銃弾を撃ち込まれており、即死に近い状態であった。

## メンバー

### 現メンバー
- トニー・ラザーロ (Tony Lazaro) - リズムギター
- ゲーター・コリアー (Gaeton "Gator" Collier) - ベース、ボーカル
- ブライアン・ウェルナー (Brian Werner) - ボーカル
- ディーン・アーノルド (Dean Arnold) - リードギター

### 旧メンバー
- ジェフ・グルスリン (Jeff Gruslin) - ボーカル
- クリス・ロス (Chris Ross) - ボーカル
2017年7月4日死去[3]。
- ソーン (Thorn) - ボーカル
- グレン・ベントン (Glen Benton) - ボーカル

ヴァイタル・リメインズでは主にスタジオのみに参加。在籍期間中のライヴには、別のセッションミュージシャンが立つことが多かった。
ディーサイドで活動。
- スコット・ワイリー (Scott Wily) - ボーカル
- ポール・フリン (Paul Flynn) - リードギター
- アーロン・ホンマ (Aaron Homma) - リードギター
- トム・スプコウ (Tom Supkow) - ベース
- ジョー・ルイス (Joe Lewis) - ベース
- クリス・ドゥポント (Chris Dupont) - ドラムス
- エース・アロンツォ (Ace Alonzo) - ドラムス
- リック・コーベット (Rick Corbett) - ドラムス
- デイヴ・スズキ (Dave Suzuki) - ドラムス、リードギター、バック・ボーカル、ベース

ディーサイドのライヴにサポートギタリストとして参加したことがある。
- ジャック・ブラックバーン (Jack Blackburn) - ドラムス
- ジェームス・ペイン (James Payne) - ドラムス

## ディスコグラフィ
Official Discographyより
- 1989年 Reduced to Ashes (Demo)
- 1990年 Excruciating Pain (Demo)
- 1991年 The Black Mass (Single)
- 1992年 Live Demo 1991 (Demo)
- 1992年 Let Us Pray
- 1993年 Morta Skuld / Vital Remains (Split)
- 1994年 Live Promo '94 (Demo)
- 1995年 Into Cold Darkness
- 1997年 Forever Underground
- 2000年 Dawn of the Apocalypse
- 2003年 Dechristianize
- 2006年 Horrors of Hell (Compilation)
- 2007年 Icons of Evil
- 2007年 Evil - Death - Live (DVD)